# 7571 Weisse Rose
7571 Weisse Rose è un asteroide della fascia principale. Scoperto nel 1989, presenta un'orbita caratterizzata da un semiasse maggiore pari a 3,1055378 UA e da un'eccentricità di 0,1506410, inclinata di 2,18115° rispetto all'eclittica.